# Rapport Lockwood
Le rapport Lockwood, sous-titré « Mission de réflexion sur la démocratisation de l'enseignement de la musique », est un rapport élaboré sous la présidence de Didier Lockwood, violoniste de jazz, alors vice-président du Haut conseil de l'éducation artistique et culturelle, à la demande de Frédéric Mitterrand. Il est remis le 21 juin 2016.

## Membres de la mission de réflexion
La mission de réflexion est présidée par Didier Lockwood. Son rapporteur est Claire Gibault, chef d'orchestre.
Les autres membres sont :
- Bruno Mantovani, compositeur ;
- Jean-Claude Casadesus, chef d'orchestre ;
- David Grimal, violoniste ;
- Marie-Claude Segard, directrice du conservatoire de Strasbourg ;
- Andy Emler, pianiste ;
- Michel Jonasz, auteur-compositeur ;
- Manu Katché, auteur-compositeur ;
- Jean-Claude Perrot, directeur des affaires culturelles du Conseil général de Seine-et-Marne ;
- Jean-Michel Pire, rapporteur général du Haut conseil de l’éducation artistique et culturelle ;
- Vincent Maestracci, inspecteur général de l’Éducation nationale.

## Contexte
Dans les vœux au monde de la culture qu’il avait prononcés à la Cité de la musique en janvier 2010, le président de la République avait rappelé l’importance de l’éducation par la pratique, notamment musicale, et son souhait de relancer la réflexion sur les moyens de la rendre accessible au plus grand nombre. 
De nombreuses actions ont suivi mais apparemment pas encore suffisantes notamment pour lutter contre une vision  (encrée dans la memoire collective) d'un académisme des conservatoires semblant entretenir un clivage social de l'accès à la musique. Le ministère de la Culture lance donc une étude sur le sujet avec  mission  d'accélérer le processus et de trouver des solutions pour  faire tomber les barrières pratiques ou psychologiques qui freinent l'accès de tous à la musique et par extension aux arts qui s'en rapprochent. 
Description officielle de la mission

## Contenu
Le rapport prône notamment un accès plus intuitif à la musique, basé sur l'écoute avec davantage de pratique collective. Il pointe aussi la nécessité de créer des ponts entre les écoles et le conservatoire ainsi qu'avec diverses disciplines telles la danse,  le théâtre, le cirque. Rapport complet

## Critiques
L’association de directeurs de conservatoires « Conservatoires de France » et l'Union nationale des directeurs de conservatoire (UNDC) se positionnent fermement contre ce rapport en en pointant ce qu'ils appellent « les contradictions et les erreurs », de même que des « vœux pieux »,.

## Sources